# 허지 (조위)
허지(許芝, ? ~ ?)는 중국 후한 말과 삼국시대 위나라의 관료이다.

## 생애
조조를 섬겼으며 태사승을 지냈다. 220년 조조가 죽자 조비가 황제에 오르도록 헌제에게 선양을 강요하는데 가담한다. 이후 태사령을 지냈다.

## 《삼국지연의》에서의 행적
좌자의 기행에 의해 조조가 병에 걸렸을 때, 조조에게 점을 치라는 명령을 받는다. 그러나 허지는 이를 사양하고 관로를 천거한다.